# 1A busz (Hajdúszoboszló)
A hajdúszoboszlói 1A jelzésű autóbusz az Autóbusz-állomás és a Vasútállomás között közlekedik az 1-es busz betétjárataként. A járatot a Volánbusz üzemelteti.

## Története
2013. január 7-étől már nem a Hőforrás utcán közlekedik, azon az úton a 2-es busz vette át a helyét.

## Útvonala
| Vasútállomás felé | Autóbusz-állomás felé |
| --- | --- |
| Autóbusz-állomás – Debreceni út – Szilfákalja – Hősök tere – Rákóczi utca – Hőgyes utca – Kossuth utca – Hőforrás utca – Rákóczi utca – Szoviáti út – Déli sor – Vasútállomás | Vasútállomás – Déli sor – Szoviáti út – Rákóczi utca – Hőforrás utca – Kossuth utca – Hőgyes utca – Bocskai utca – Hősök tere – Szilfákalja – Debreceni út – Autóbusz-állomás |

## Megállóhelyei
| 0  | Autóbusz-állomás végállomás                             | 17 | 1, 2, 2A, 3 4445, 4446, 4473, 4475, 4476, 4477, 4542 1343, 1344, 1372, 1441, 1443, 1444 | Autóbusz-állomás, Hungarospa Hajdúszoboszló |
| 2  | Szabadság Szálló                                        | 15 | 1, 2A, 3 4446, 4473, 4475, 4476, 4477                                                   | Szabadság Szálló                            |
| 5  | Forrás Áruház (↓) Egészségház (↑)                       | 12 | 1, 2A, 3 4446, 4473, 4475, 4476, 4477, 4542 1443, 1444                                  | Forrás Áruház                               |
| ∫  | Bocskai utca                                            | 11 | 1, 2A 4446, 4473, 4542                                                                  | városháza                                   |
| 7  | Óvoda                                                   | ∫  | 1, 2A                                                                                   |                                             |
| 8  | Kossuth utca 48.                                        | 9  |                                                                                         |                                             |
| 10 | Kossuth utca 110.                                       | 7  | 2A                                                                                      | Pávai Vajna Ferenc Általános Iskola         |
| 11 | Hőforrás utca 135.                                      | 6  | 2, 2A                                                                                   | Spar áruház                                 |
| 13 | Szováti utca 1. (↓) Rákóczi utca (Szováti elágazás) (↑) | 4  | 1, 2A 4542                                                                              |                                             |
| 15 | Szováti utca 53. (↓) Szováti utca 46. (↑)               | 2  |                                                                                         |                                             |
| 17 | Vasútállomás végállomás                                 | 0  | 1, 2 4542 IC, EC, sebesvonat, gyorsvonat, expresszvonat                                 | Hajdúszoboszló vasútállomás                 |

## Külső hivatkozások
- Hajdúszoboszló vonalhálózati térkép (2018.01.01-től) (PDF). Észak-magyarországi Közlekedési Központ. (Hozzáférés: 2018. szeptember 9.)